# 里奇蘭鎮區 (阿肯色州牛頓縣)
里奇蘭鎮區（英語：Richland Township）是位於美國阿肯色州牛頓縣的一個行政鎮區。

## 地方資料
里奇蘭鎮區的面積為125.32平方千米，當中陸地面積為125.19平方千米，而水域面積為0.13平方千米。根據2010年美國人口普查的數據，當地共有人口281人，而人口密度為每平方千米2.24人。